# Adult Film Database
Adult Film Database (AFD) és una base de dades de pornografia a internet en anglès que intenta mantenir registres de totes les pel·lícules pornogràfiques i actors pornogràfics. Això inclou filmografies, biografies parcials, ressenyes, fotografies de pel·lícules per a adults etiquetades i categoritzades, així com un bloc de la indústria per a adults actualitzat regularment que inclou les últimes notícies sobre artistes adults, pel·lícules, directors, estudis, lloc web actualitzacions i notícies per a adults diverses d'arreu del món.

## Fundació i sinopsi
Va ser creat l'any 1991 sota el nom de Sodomite' per un estudiant universitari. Aquest va ser un intent d'omplir el buit de l'absència temporal de la Internet Adult Film Database (IAFD) i com a projecte de desenvolupament web. L'any 1999 el seu nom es va canviar a AdultFilmDatabase.com. Avui, AdultFilmDatabase.com és un gran competidor de la base de dades de pel·lícules per a adults d'Internet.
Inspirant-se tant en Internet Adult Film Database com en IMDb i establint llaços amb pilars de la indústria com Vivid Entertainment, Hustler, Wicked i Digital Playground AdultFilmDatabase.com inclou informació sobre més de 100.000 pel·lícules per a adults i 60.000 intèrprets (actualitzat el març de 2019).
Dirigit per un equip de marits i dones, Adult Film Database va ser la primera base de dades d'adults en línia que inclou vídeos i artistes tant heterosexuals com gais.
L'1 d'octubre de 2007, la base de dades de pel·lícules per a adults va ser esmentada en un article sobre la base de dades de pel·lícules per a adults d'Internet de l'equivalent en línia del diari brasiler Folha de S.Paulo.

## Polèmica
L'octubre de 2007, la base de dades de pel·lícules per a adults va desmentir els rumors que la llegendària intèrpret de cinema per a adults Tamara Lee (nascuda el 30 de juliol de 1969) havia mort de SIDA. La notícia va ser coberta per Adult Video News (AVN) en un article el 23 d'octubre de 2007.